# Helge Lund
Helge Lund (né le 16 octobre 1962 dans les environs d'Oslo) est un homme d'affaires norvégien qui est PDG de BG Group depuis le 9 février 2015. C'est l'ancien PDG de Statoil et de AkerKværner. 
Helge Lund est né en 1962 près d'Oslo au sein d'une fratrie de cinq enfants. Son père était psychiatre et sa mère dirigeait une école primaire. Il obtient en 1987 un master en économie et gestion d'entreprise à la Norwegian School of Economics à Bergen puis travaille deux ans comme conseiller politique pour le Parti conservateur au parlement norvégien (Stortinget). Il obtient en 1991 un MBA à l'INSEAD puis travaille deux ans comme consultant pour McKinsey & Company avant de rejoindre l'entreprise Hafslund Nycomed en 1993. Lorsque l'entreprise se scinde en 1996, il rejoint la division pharmaceutique du group, Nycomed, et est nommé vice-président du groupe en 1997. Il rejoint en 1999 la filiale maritime du groupe Aker, Aker RGI, en tant que directeur des opérations. En 2002, il est nommé PDG de cette filiale lorsque celle-ci fusionne avec Kværner pour devenir le groupe AkerKværner.
En 2004, il est nommé PDG de la compagnie pétrolière norvégienne Statoil, alors que celle-ci traverse une crise de management (plusieurs de ses cadres ont été condamnés pour corruption). Il est crédité d'avoir dirigé le groupe de manière responsable et performante pendant ses dix ans à la tête du groupe. Après 10 ans à la tête du groupe, il démissionne, Eldar Sætre est alors nommé pour assurer l'intérim.
Il remplace Andrew Gould à la tête de BG Group le 9 février 2015.
Lors de sa nomination à la tête de BG Group, il avait négocié une rémunération totale de 25 Millions de £ pour l'année 2015 (soit 33,8 Millions d'€). Cela provoqua le mécontentent des quatre actionnaires les plus importants du groupe, et la rémunération totale de Lund fut revu à la baisse à 18 Millions de £ pour 2015 (soit 24,3 Millions d'€). Ces actionnaires ont dénoncé cette rémunération excessive comme une "tentative de chantage" et ont demandé la démission de Sir John Hood, le président du comité de rémunération.
Il devient ensuite membre du conseil d'administration de Novo Nordisk et a été membre du conseil d'administration de Nokia (de 2011 à 2014) et de Schlumberger (de juin 2016 à avril 2018). Il préside le conseil d'administration de Novo Nordisk au moment de la démission forcée du directeur général Lars Fruergaard Jørgensen le 16 mai 2025.